# Pat y Mat
Pat y Mat, más tarde ¡Y ya está! (A je to!) o Los Chapuceros son nombres de una serie checoslovaca sobre dos chicos llamados Pat y Mat que hacen bricolaje y no tienen mucha maña. La serie fue creada por el director Lubomír Beneš y por el caricaturista Vladimír Jiránek.

## Información de la serie
En la serie actúan dos protagonistas que siempre intentan resolver un problema. Para conseguir resolverlo, suelen usar herramientas no adecuadas para el problema concreto y eso les lleva a provocar otros problemas, aún peores. Al final la pareja resuelve el problema a su manera, la menos efectiva posible.El humor en las historietas no es injustificado, sino que es un manual que insinúa cómo vivir una vida optimista. Pat y Mat se meten en situaciones difíciles, pero nunca se rinden, siempre persisten hasta que lleguen a resolver el problema de una manera creativa. Positiva es también la reacción de cada uno, cuando el otro falla en su intento de resolver la situación; sólo reacciona negando con la cabeza y nunca hace el más mínimo reproche. La inherente banda sonora de esta serie, la compuso Petr Skoumal, y aunque solo contiene la melodía principal y la armónica, no hace falta que hablen los protagonistas de la serie.

## Historia
Era el 12 de agosto de 1976, cuando apareció la pareja de protagonistas por primera vez en una película cortometraje "Kuťáci". Esta película fue la película piloto para la creación de la serie. Sin embargo, en los años 70, los protagonistas se convirtieron pronto en objeto de revisiones por el régimen y fueron sometidos a investigaciones. A los autores les reprocharon la insuficiencia de la conciencia socialista y también intencionadamente elegidos colores de las camisetas de los protagonistas, que según los inspectores socialistas, ironizaban SSSR (Unión Soviética) color rojo, y también a ČLR (La República Popular China) color amarillo. Por eso se encargó de la serie nombrada ¡Y ya está! un estudio de la televisión checoslovaca en Bratislava, y gracias a ello, en los años 80 los protagonistas consiguieron su aparición definitiva; con la camiseta roja y amarilla.
Sus nombres los obtuvieron en el año 1989 cuando el autor se dejó inspirar por los niños con los que hacía debates. Después se convirtieron en protagonistas famosos en muchos países (Polonia, Alemania, Suiza, Brasil, Finlandia, Noruega y Holanda, entre otros).
En el año 1990 Lubomír Beneš fundó en Praga y Zúrich su estudio de grabación de cine de animación, donde creó otros 14 episodios y los empezó a distribuir en el mercado internacional. Más tarde fue publicada la colección de 5 DVD y hasta 2004 fueron creados 78 episodios, de los cuales, los más recientes son creados por nuevos autores, también por el hijo del autor original, Marek Beneš. Hoy en día es posible comprar una variedad de juguetes o juegos para los niños, con motivos de los protagonistas Pat y Mat.
La pareja llegó a ser tan famosa que con los motivos de la serie, dos escritores escribieron un libro; Jiří Michl: Pat & Mat…a je to!, Praha : Egmont ČR, 1994, ISBN 80-85817-95-0 y Pavel Sýkora: Pat a Mat dokážou všechno, Praha : Albatros, 1. vydání 2006, ISBN 80-00-02003-3, 2. vydání 2008, ISBN 978-80-00-02130-0.

### Elementos típicos de la serie
En la serie se repiten algunos elementos que crean un estilo específico de toda la serie. Lo más frecuente es darse la mano, esto lo hacen siempre, cuando consiguen resolver un problema, y después, a la vez hacen un gesto enérgico formando un ángulo de 90 grados con el codo. El siguiente momento que está presente en todos los episodios es que en el momento cuando esperamos el buen final, la cosa gira hacia lo peor y este vuelco siempre nos sorprende. Sin embargo, no les importa que la situación y el intento de resolverla falle, o hasta empeore la situación, porque tienen una actitud muy positiva y el problema lo llevarán a cabo a su manera, muy creativa aunque menos efectiva. Y lo más importante y educativo es que nunca se enfada uno con otro, siempre se están observando y no muestran dudas al ver que el intento del otro falla, lo que expresa la constatación del fracaso evidente, no una evaluación negativa del esfuerzo del otro.